# ヘンリー・フレデリック・ベイカー
ヘンリー・フレデリック・ベイカー（Henry Frederick Baker、FRS, FRSE、1866年7月3日 - 1956年3月17日
）はイギリスの数学者。 主に代数幾何学の分野で功績を残したが、（ソリトンとして知られるようなものに関連する）偏微分方程式やリー群への貢献がより知られている。

## 生い立ち
ケンブリッジで、バトラーのヘンリー・ベイカー（Henry Baker）とSarah Ann Brithamの間に生まれた。

## 教育
パーススクールで教育を受け、1884年10月にケンブリッジ大学セント・ジョンズカレッジで奨学金を獲得した。1887年、4人のシニア・ラングラーのうちの1人として卒業した。博士課程指導教員はアーサー・ケイリー。

## 経歴
ベイカーはセント・ジョンズカレッジのフェローに選ばれ、68年間カレッジに残った。
1898年6月、王立協会フェローに選出された。1911年、ロンドン数学会会長演説を行った。
シュリニヴァーサ・ラマヌジャンは、ゴッドフレイ・ハロルド・ハーディへ手紙を送る以前にベイカーとE. W. ホブソンにも手紙を送ったが、ベイカーはラマヌジャンの論文をコメントなしで送り返した。
1914年1月、天文学ロウンディーン教授に抜擢された。
ゴードン・ウェルチマンは、1930年代の戦前、デニス・バベッジとともにベイカー教授の"Tea Party"として知られる幾何学者グループに所属していて、メンバー全員が興味をもつ研究分野について議論するため週に1度集まっていたことを回想した。
ベイカーは2度結婚している。最初は1893年にリリー・イサベラ・ハンフィールド・クロップ（Lilly Isabella Hamfield Klopp）と結婚したが、リリーは1903年に没した。再婚者は、ムリエル・イレーネ・ウッドヤード（Muriel Irene Woodyard）。
ベイカーはケンブリッジで没し、妻ムリエル（1885–1956）とともにアセンション教区墓地に埋葬された。

## 出版物
- Baker, Henry Frederick (1922), Principles of geometry. Volume 1. Foundations, Cambridge Library Collection, Cambridge University Press, doi:10.1017/CBO9780511718267.007, ISBN 978-1-108-01777-0, MR2849917[7]
- Baker, Henry Frederick (1922), Principles of geometry. Volume 2. Plane geometry, Conics, circles, non-Euclidean geometry, Cambridge Library Collection, Cambridge University Press, doi:10.1017/CBO9780511718298.009, ISBN 978-1-108-01778-7, MR2857757[8]
- Baker, Henry Frederick (1923), Principles of geometry. Volume 3. Solid geometry. Quadrics, cubic curves in space, cubic surfaces., Cambridge Library Collection, Cambridge University Press, ISBN 978-1-108-01779-4, MR2857520[9]
- Baker, Henry Frederick (1925), Principles of geometry. Volume 4. Higher geometry. Being illustrations of the utility of the consideration of higher space, especially of four and five dimensions, Cambridge Library Collection, Cambridge University Press, ISBN 978-1-108-01780-0, MR2849669
- Baker, Henry Frederick (1933), Principles of geometry. Volume 5. Analytical principles of the theory of curves, Cambridge Library Collection, Cambridge University Press, ISBN 978-1-108-01781-7, MR2850139
- Baker, Henry Frederick (1933), Principles of geometry. Volume 6. Introduction to the theory of algebraic surfaces and higher loci., Cambridge Library Collection, Cambridge University Press, ISBN 978-1-108-01782-4, MR2850141
- Abel's theorem and the allied theory, including the theory of the theta functions  (Cambridge: The University Press, 1897)
- An introduction to the theory of multiply periodic functions (Cambridge: The University Press, 1907)
- 1943 An Introduction to Plane Geometry